# Pelargir
Pelagrir je město na fiktivním kontinentě Středozemi vytvořeném J. R. R. Tolkienem. Je to nejdůležitější přístav a nejstarší město v království Gondor, centrum Lebennin. Byl založen už roku 2350 Druhého věku Věrnými Númenorejci, aby se stal jejich oporou ve Středozemi, na rozdíl od Umbaru a dalších přístavů dál na jihu, které byly pevnostmi královských. Pelargir se nalézal na pravém břehu Anduiny v místě jejích soutoku se Sirith, blízko ústí Velké řeky do moře.
Roku 3320, po Pádu Númenor, byl založen Gondor a Pelargir se stal jeho hlavním přístavem. Jeho důležitost stoupala později za doby Lodních králů. Důležitou úlohu sehrál také za občanské války roku 1447, kdy se tu opevnili přívrženci Castamira, uchvatitele trůnu. Po roce odpluli a obsadili Umbar, kde se z nich stal postrach Gondoru, Umbarští korzáři.
Za války o Prsten připlulo z Umbaru veliké loďstvo korzárů, které zakotvilo v Pelargiru a chystalo se z jihu po Anduině napadnout Minas Tirith. Jejich úmysl byl zhatěn tím, že se náhle objevilo vojsko mrtvých, které přivedl Aragorn od kamene Erech, a porazilo všechny korzáry.